# فرودگاه کوپال
فرودگاه کوپال  (به انگلیسی: Koppal Airport) یک فرودگاه خصوصی است که یک باند فرود آسفالت دارد و طول باند آن ۱۸۲۸ متر است. این فرودگاه در شهر هوسپت کشور هند قرار دارد و در ارتفاع ۵۱۸ متری از سطح دریا واقع شده است.